# Dholavira
Dholavira (Gujarati: ધોળાવીરા) és un jaciment arqueològic al tehsil Bhachau del districte de Kachchh, a l'estat de Gujarat a l'oest de l'Índia, que ha pres el seu nom d'un poble actual situat a 1 quilòmetre al sud. Aquest poble es troba a 165 km de Radhanpur. També conegut localment com a Kotada timba, el lloc conté ruïnes d'una antiga civilització de la vall de l'Indus. La ubicació de Dholavira és al tròpic del càncer. És un dels cinc jaciments de Harappa més grans i els jaciments arqueològics més destacats de l'Índia pertanyents a la civilització de la vall de l'Indus. També es considera que va ser la més gran de les ciutats del seu temps. Es troba a l'illa Khadir bet al Santuari de Vida Silvestre del Desert de Kachchh al Gran Rann de Kachchh. Les 47 Ha es troben entre dos rierols estacionals, el Mansar al nord i Manhar al sud. Es pensava que el lloc havia estat ocupat aproximadament a partir de 2650 aC, disminuint lentament després del 2100 aproximadament aC, i que havia estat abandonat breument i després reocupat fins al 1450 aC; tanmateix, investigacions recents suggereixen l'inici de l'ocupació al voltant del 3.500 aC (pre-Harappà) amb continuïtat fins al voltant del 1800 aC (inicis del període Harappà tardà).
El jaciment va ser descobert el 1967-68 per J.P. Joshi, del Servei Arqueològic de l'Índia (ASI), i és el cinquè més gran dels vuit grans jaciments de Harappan. Ha estat excavat des de 1990 per l'ASI, que va opinar que "Dholavira ha afegit noves dimensions a la personalitat de la civilització de la vall de l'Indus". Els altres jaciments importants de Harappan descoberts fins ara són Harappa, Mohenjo-daro, Ganeriwala, Rakhigarhi, Kalibangan, Rupnagar i Lothal.
És nomenat Patrimoni de la Humanitat per la UNESCO amb el nom de Dholavira: una ciutat de Harappa el 27 de juliol de 2021.

## Cronologia de Dholavira

Disseny de Dholavira

Ravindra Singh Bisht, el director de les excavacions de Dholavira, ha definit les set etapes següents d'ocupació al lloc:
| ETAPES    | DATES         | ESDEVENIMENTS                                   |
| --------- | ------------- | ----------------------------------------------- |
| Etapa I   | 2650–2550 BCE | Harappan primerenc - Transició Harappan madur A |
| Etapa II  | 2550–2500 BCE | Harappan primerenc - Transició Harappan madur B |
| Etapa III | 2500–2200 BCE | Harappan madur A                                |
| Etapa IV  | 2200–2000 BCE | Harappan madur B                                |
| Etapa V   | 2000–1900 BCE | Harappan madur C                                |
|           | 1900–1850 BCE | Període de deserció                             |
| Etapa VI  | 1850–1750 BCE | Posturban Harappan A                            |
|           | 1750–1650 BCE | Període de deserció                             |
| Etapa VII | 1650–1450 BCE | Posturbà Harappan B                             |

Les datacions recents de C14 i les comparacions estilístiques amb la ceràmica del període Amri II-B mostren que les dues primeres fases s'han d'anomenar Cultura Dholaviran Pre-Harappan i redatar-se de la següent manera: Etapa I (c. 3500-3200 aC) i Etapa II (c. 3200-2600 aC).

## Excavacions
L'excavació va ser iniciada el 1989 per l'ASI sota la direcció de Bisht, i hi va haver 13 excavacions de camp entre 1990 i 2005. L'excavació va portar a la llum l'urbanisme i l'arquitectura, i va descobrir un gran nombre d'antiguitats com, ossos d'animals, or, plata, ornaments de terracota, ceràmica i recipients de bronze. Els arqueòlegs creuen que Dholavira va ser un important centre de comerç entre els assentaments al sud de Gujarat, Sind i Panjab i Àsia occidental.

## Arquitectura i cultura material
S'estima que és més antiga que la ciutat portuària de Lothal, la ciutat de Dholavira té una forma i una organització rectangulars, i s'estén per 22 Ha. L'àrea mesura 771,1 m. de llargada i 616,85 m d'amplada. A diferència de Harappa i Mohenjo-Daro, la ciutat es va construir segons un pla geomètric preexistent que constava de tres divisions: la ciutadella, la ciutat mitjana i la ciutat baixa. L'acròpolis i la ciutat mitjana havien estat dotades de les seves pròpies obres de defensa, portals, zones urbanitzades, sistema de carrers, pous i grans espais oberts. L'acròpoli és la zona més fortificada i complexa de la ciutat, de la qual s'apropia la major part de la zona sud-oest. L'elevat "castell" està defensat per dobles muralles. Al costat d'aquest s'alça un lloc anomenat 'bailey' on hi vivien importants funcionaris. La ciutat dins de les fortificacions generals té 48 Ha. Hi ha extenses àrees de suport d'estructures que es troben a l'exterior però integrants de l'assentament fortificat. Més enllà de les muralles, s'ha trobat un altre assentament. La característica més sorprenent de la ciutat és que tots els seus edificis, almenys en el seu estat de conservació actual, estan construïts amb pedra, mentre que la majoria dels altres jaciments de Harappa, inclòs la mateixa Harappa i Mohenjo-Daro, estan construïts gairebé exclusivament amb maó. Dholavira està flanquejat per dos canals d'aigües pluvials; el Mansar al nord, i el Manhar al sud. A la plaça del poble, hi ha una zona elevada sobre el sòl, anomenada la "Ciutadella".

### Embassaments

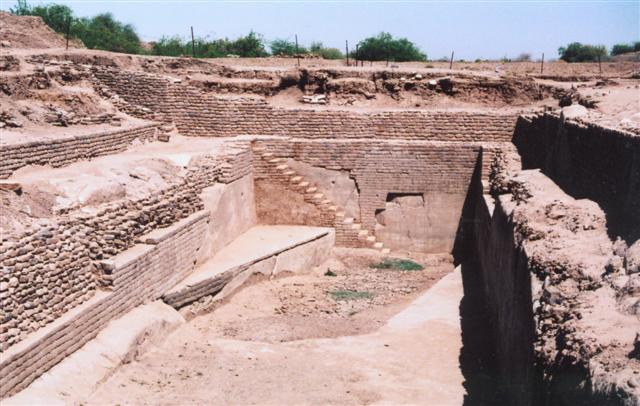
Un dels dipòsits d'aigua, amb esglaons, a Dholavira

Bisht, que es va retirar com a director general conjunt de l'ASI, va dir: "El tipus de sistema eficient dels Harappans de Dholavira, desenvolupat per a la conservació, la recol·lecció i l'emmagatzematge d'aigua parla eloqüentment de la seva enginyeria hidràulica avançada, donat l'estat de la tecnologia al tercer mil·lenni aC". Una de les característiques úniques de Dholavira és el sofisticat sistema de conservació d'aigua de canals i embassaments, els primers trobats arreu del món, construïts completament amb pedra. La ciutat tenia grans embassaments, tres dels quals estan al descobert. S'utilitzaven per emmagatzemar aigua dolça aportada per les pluges o per emmagatzemar l'aigua desviada de dos rierols propers. Això va ser clarament en resposta al clima i les condicions del desert de Kutch, on poden passar diversos anys sense pluges. Un rierol estacional que discorre en direcció nord-sud prop del lloc va ser embassat en diversos punts per recollir aigua. L'any 1998 es va descobrir un altre embassament al jaciment.
Els habitants de Dholavira van crear setze o més embassaments de mida variable durant l'etapa III. Alguns d'aquests aprofitaven el pendent del terreny dins del gran assentament, un desnivell de 13 metres de nord-est a nord-oest. Altres embassaments es van excavar, alguns en roca viva. Uns treballs recents han posat de manifest dos grans embassaments, un a l'est del castell i un altre al sud, prop de l'Annex.
Els embassaments estan tallats a través de pedra verticalment i són uns 7 m de profunditat i 79 m de llargària. Voregen la ciutat, mentre que la ciutadella i el bany estan situats al centre en un terreny elevat. També hi ha un gran pou amb un abeurador tallat a la pedra que el connecta a un desguàs destinat a conduir l'aigua a un dipòsit d'emmagatzematge. El dipòsit de bany tenia esglaons que baixaven cap a dins.
L'octubre de 2014 es va iniciar l'excavació d'un pou esglaonat rectangular que mesurava 73.4 m de llargària, 29.3 m d'amplada i 10 m de profunditat, fent-lo tres vegades més gran que el Grans Banys de Mohenjo-Daro.

### Elaboració de segells
Alguns dels segells trobats a Dholavira, pertanyents a l'etapa III, contenien figures només d'animals, sense cap tipus de guió. Es creu que aquest tipus de segells representen les primeres convencions de la fabricació de segells de l'Indus.

### Altres estructures i objectes

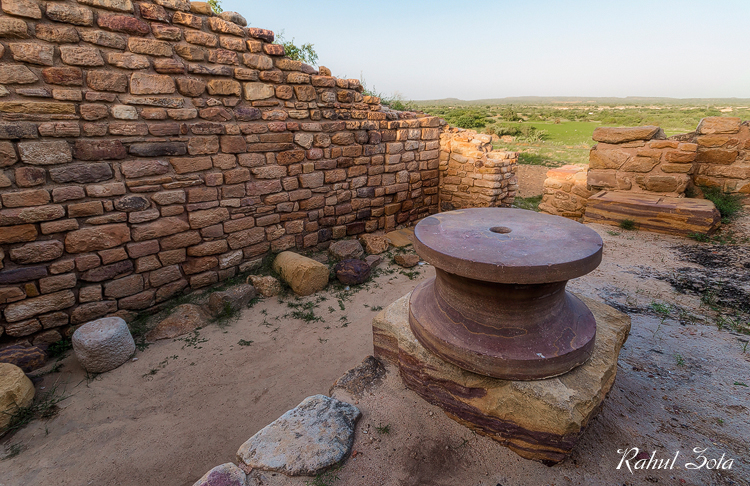
Porta est

Una enorme estructura circular al lloc es creu que és una tomba o un monument commemoratiu, encara que no contenia esquelets ni altres restes humanes. L'estructura consta de deu parets radials de fang construïdes en forma de roda de radis. Al passadís de la porta oriental es va trobar una escultura de pedra arenosa suau d'un mascle amb fal·lus erecte però amb el cap i els peus per sota del turmell truncats. S'han trobat moltes estructures funeràries (tot i que totes menys una estaven desproveïdes d'esquelets), així com peces de ceràmica, segells de terra cuita, braçalets, anells, comptes i gravats en calcota.

### Construccions hemisfèriques
A Dholavira es van trobar set construccions hemisfèriques, dues de les quals s'havien excavat en detall, construïdes sobre grans cambres tallades a la roca. De planta circular, es tractava de grans construccions semiesfèriques de maó de fang elevats. Una de les estructures excavades va ser dissenyada en forma de roda de radis. L'altra també va ser dissenyada de la mateixa manera, però com una roda sense radis. Tot i que contenien objectes funeraris de ceràmica, no es van trobar esquelets excepte en una tomba, on es va trobar un esquelet i un mirall de coure. En una de les estructures hemisfèriques també es van trobar un collaret de perles d'esteatita enfilades a un filferro de coure amb ganxos als dos extrems, un braçalet d'or, or i altres abaloris.
El Servei Arqueològic de l'Índia, que va dur a terme l'excavació, opina que aquestes "estructures hemisfèriques recorden una de les primeres estupes budistes" i que "el tipus de disseny que és de roda de radis i roda sense parlar també recorda a un dels Sararata-chakra-citi i sapradhi-rata-chakra-citi esmentats al Satapatha Brahmana i Sulba-sutras".

## Descobriments

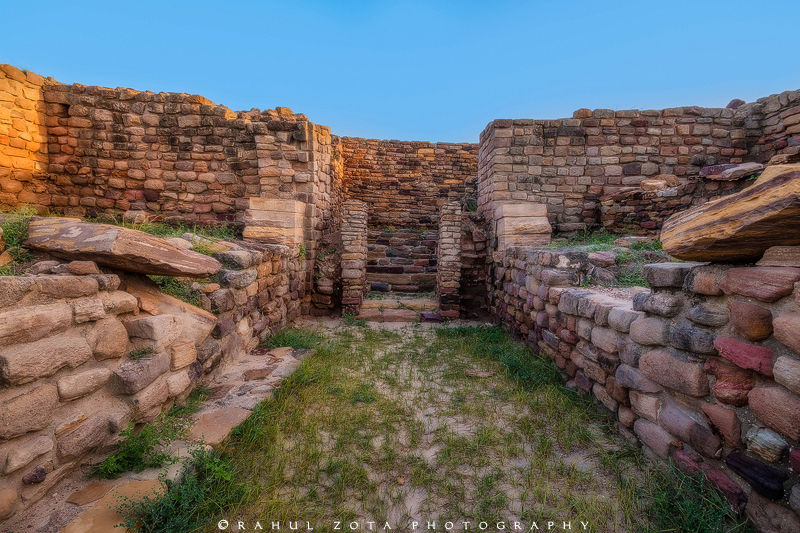
Porta nord

Ceràmica pintada de negre sobre vermell d'Indus, segells quadrats, segells sense escriptura de l'Indus, un rètol enorme que mesura uns 3 m de llargada, que conté deu lletres d'escriptura de l'Indus. També s'ha trobat una figura masculina asseguda mal conservada feta de pedra, comparable a dues escultures de pedra d'alta qualitat trobades a Harappa. En aquest jaciment també es van trobar grans pots negres amb una base punxeguda. Un martell de bronze gegant, un cisell gran, un mirall de mà de bronze, un filferro d'or, una orelles d'or, glòbuls d'or amb forats, celtes i braçalets de coure, polseres de closca, símbols de pedra semblants a fal·lus, segells quadrats amb inscripció Indus i també s'hi van trobar rètols, un segell circular, animals gepats, ceràmica amb motius pintats, copes, plat sobre suport, pots perforats, gots de terracota en bon estat, elements arquitectònics fets amb pedres de llast, moles, morters, etc. També es van trobar pesos de pedra de diferents mides.

## Ruta de la costa
Es suggereix que existia una ruta costanera que unia Lothal i Dholavira amb Sutkagan Dor a la costa de Makran.

## Llengua i escriptura
Els harapans parlaven una llengua desconeguda i la seva escriptura encara no ha estat desxifrada. Es creu que tenia uns 400 signes bàsics, amb moltes variacions. Els signes poden haver significat tant paraules com síl·labes. La direcció de l'escriptura era generalment de dreta a esquerra. La majoria de les inscripcions es troben en segells (majoritàriament fets de pedra) i segells (trossos d'argila sobre els quals es prement el segell per deixar la seva impressió). Algunes inscripcions també es troben en tauletes de coure, instruments de bronze i petits objectes fets de terracota, pedra i faiança. Els segells poden haver estat utilitzats en el comerç i també per a tasques administratives oficials. Es va trobar una gran quantitat de material inscrit a Mohenjo-Daro i altres jaciments de la civilització de la vall de l'Indus.

### Cartell de senyalització

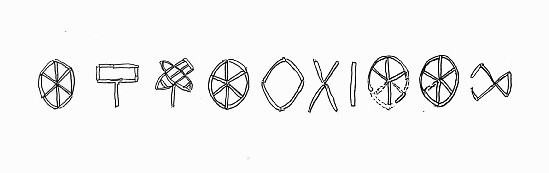
Deu personatges de l'Indus de la porta nord de Dholavira, batejats com el rètol de Dholavira.

Els descobriments més significatius a Dholavira es van fer en una de les sales laterals de la porta d'entrada nord de la ciutat, i es coneix generalment com el rètol de Dholavira. Els harapans havien disposat i col·locat trossos del guix mineral per formar deu grans símbols o lletres sobre una gran taula de fusta. En algun moment, el tauler va caure de cara. La fusta es va deteriorar, però la disposició de les lletres va sobreviure. Les lletres del rètol són comparables als grans maons que s'utilitzaven a les parets properes. Cada signe és d'uns 37 cm d'alçada i la pissarra on s'inscriuen les lletres era d'uns 3 m de llargada. La inscripció és una de les més llargues de l'escriptura de l'Indus, amb un dels símbols que apareix quatre vegades, i això i la seva gran mida i la seva naturalesa pública la converteixen en una evidència clau citada pels estudiosos que argumenten que l'escriptura de l'Indus representa l'alfabetització completa. En aquest lloc també es troba una inscripció de quatre signes amb lletres grans sobre gres, considerada la primera d'aquestes inscripcions sobre gres en qualsevol dels llocs de Harappan.